# Greifswalder Straße
Die Greifswalder Straße in Berlin ist eine der Hauptverkehrsstraßen im Ortsteil Prenzlauer Berg. Die 2,7 Kilometer lange Ausfallstraße ist Teil der Bundesstraße 2 und nach der Universitätsstadt Greifswald in Mecklenburg-Vorpommern benannt.
In Verlängerung des vom Alexanderplatz kommenden Straßenzugs Alexanderstraße/Otto-Braun-Straße beginnt sie am Königstor. Der durch die anliegende Straße geformte Platz (am Königstor) gehört zu Pankow, am Südrand liegt die Grenze zum Bezirk Friedrichshain-Kreuzberg. Die Greifswalder Straße führt in nordöstlicher Richtung durch den Ortsteil Prenzlauer Berg des Bezirks Pankow und endet am Ortsteil Weißensee in die Berliner Allee übergehend.

## Verlauf und Lage im Stadtraum

### Überblick

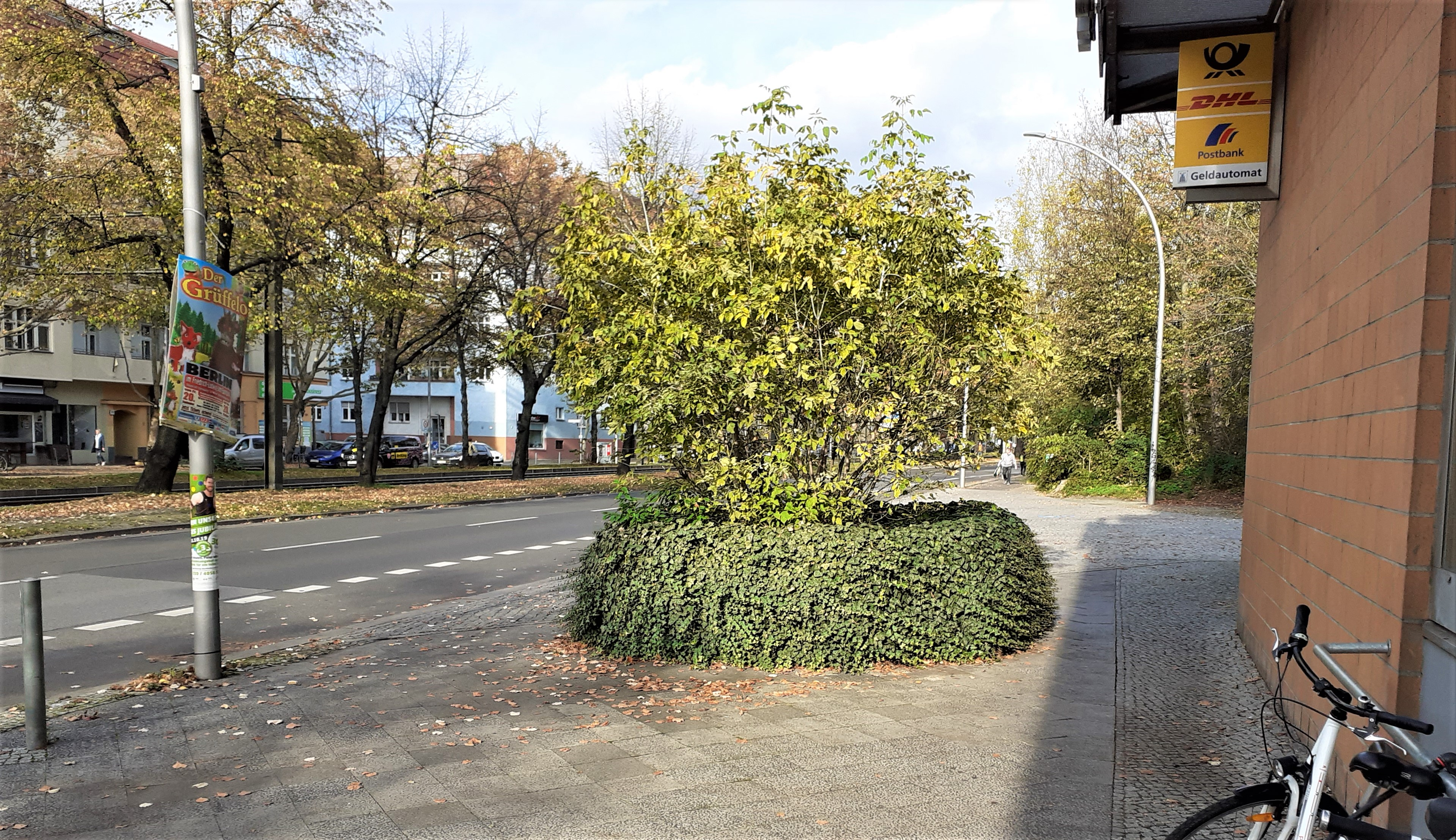
In Höhe vom Mühlenviertel war das Gelände vor der Großsiedlung am Ostrand der Straße einen Meter höher

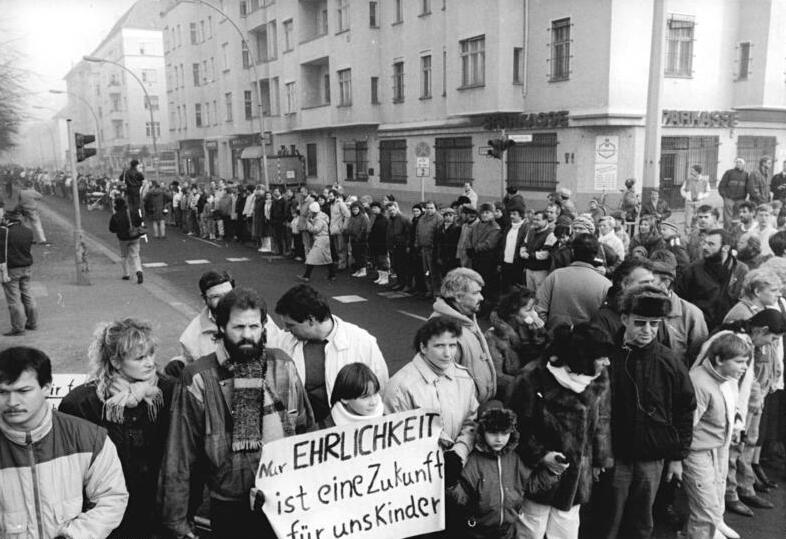
Ecke Greifswalder/Danziger Straße; Menschenkette im Dezember 1989

Neben der Prenzlauer Allee gehört die Greifswalder Straße zu den Hauptverkehrsachsen, die aus dem historischen Stadtzentrum in Richtung Nordost führen. Sie beginnt unweit des Volksparks Friedrichshain am früheren Königstor. Nach einem Kilometer wird die Danziger Straße gekreuzt. 600 Meter weiter unterquert sie die Ringbahn am Bahnhof Greifswalder Straße. Der weitere Verlauf kreuzt den Straßenring (C) an der Ostseestraße/Michelangelostraße, schließlich beginnt an der Kreuzung Gürtel-/Lehderstraße die Berliner Allee, die über Malchow zum Autobahndreieck Barnim führt.
Die Greifswalder Straße ist eine der radialen Ausfallstraßen, die nach dem Hobrecht-Plan (Sektor XII) im 19. Jahrhundert angelegt wurden. Der Straßenzug verlief: (Molkenmarkt – Grunerstraße) – Neue Königstraße (Otto-Braun-Straße) – Königsthor – Greifswalder Straße – Berliner Allee. Die benachbarten Straßenzüge sind im Westen: (Alexanderplatz/Alexanderstraße) – Prenzlauer Straße – Prenzlauer Tor – Prenzlauer Allee – Prenzlauer Promenade und im Osten (Alexanderplatz) – Landsberger Straße – Platz der Vereinten Nationen – Landsberger Tor – Landsberger Allee.

### Lagebeschreibung und statistische Angaben
Die Greifswalder Straße bildet die stadtplanerische Grenze zwischen LOR-Planungsräumen und verläuft durch drei Bezirksregionen.
- Im südlichen Abschnitt (Prognoseraum Prenzlauer Berg-Süd) liegt sie zwischen den Sanierungsgebieten
  - Winsviertel (im Westen, „LOR-071638 Winsstraße“) und
  - Bötzowviertel (Planungsraum „LOR-03071639“ Bötzowstraße)
- Nördlich der Danziger Straße teilt sie den Planungsraum
  - Thälmann-Park (im Westen, vormals Gaswerk, „LOR 03061433“ zur Bezirksregion Prenzlauer Berg-Süd) vom
  - Anton-Saefkow-Park im Osten („LOR 03061434“ Grüne Stadt in der  Bezirksregion Prenzlauer Berg-Ost) und
- zwischen Ringbahn und dem Ortsteil Weißensee liegen
  - im Westen der Planungsraum Erich-Weinert-Straße („LOR 03061428“, dazu Ostseestraße (Berlin) in der Bezirksregion Prenzlauer Berg-Nord, Bauten der 1930er und 1950er Jahre)
  - im Osten der Planungsraum Greifswalder Straße („LOR-03061429“ – Mühlenviertel in der Bezirksregion Prenzlauer Berg-Ost, Wohnbauten der 1970er Jahre, teilweise 1930er Jahre).

Die Grundstückszählung in Hufeisenform beginnt mit Nummer 1 an der Ostseite am Königstor und läuft bis 121 an die Gürtelstraße. An der westlichen Straßenseite führt die Zählung mit 126 an der Weißenseer Lehderstraße zurück bis 229. (Zugang zum Georgen-Parochial-Friedhof I).
In der Liste der Straßen Berlins hat die Greifswalder Straße die Nummer 41079. Die Bundesstraße 2 verläuft zu Teilen auf der Greifswalder Straße und gehört zur StEP-Klasse I: Großräumige Straßenverbindungen (Straßenentwicklungsplan), RBS-Klasse: Stra und OKSTRA-Klasse: B. Zudem ist die Straße durchgehend zweispurig.

### Quer- und Seitenstraßen (Auswahl)
Diese sind aufgeführt von Nord nach Süd. Nicht-amtliche Führungen sind in Klammern gesetzt. Die Meter-Angaben beziehen sich auf den folgenden Straßenknoten. Die Grundstücke sind jeweils zur nächsten Seitenstraße angegeben.
| Westliche Straße             | Östliche Straße             | Höhe   | nach Süd | West        | Ost                   |
| ---------------------------- | --------------------------- | ------ | -------- | ----------- | --------------------- |
| (Ortsteilgrenze)             | Weißensee                   | 45,5 m | 095 m    | 126–129     |                       |
| Cohnstraße                   |                             | 45,5 m | 183 m    | 132–140     | 121–118               |
| Ostseestraße                 | Michelangelostraße          | 45,6 m | 160 m    | 147–151     |                       |
| Schieritzstraße              |                             |        | 162 m    | 152–156     | 090/91 (Mühlencenter) |
| Erich-Weinert-Straße         | Thomas-Mann-Straße          | 44,5 m | 231 m    | 157–165     | 086–89                |
| Naugarder Straße             |                             | 44,5 m | 061 m    | 186         | 0(89)                 |
| Grellstraße                  | Storkower Straße            | 44,5 m | 218 m    | 187 und 188 | 081–84                |
|                              | (Zufahrtsstraße)            |        | 064 m    |             | 080–80l               |
| Lilli-Henoch-Straße          |                             | 43,1 m | 098 m    |             |                       |
|                              | Anton-Saefkow-Straße        | 42,8 m | 094 m    |             | 057–62                |
|                              | Olga-Benario-Prestes-Straße | 42,5 m | 096 m    |             | 052–56                |
|                              | John-Schehr-Straße          | 42,8 m | 091 m    |             | 050/51                |
|                              | Bernhard-Lichtenberg-Straße | 42,2 m | 097 m    |             | 048–49                |
| Danziger Straße (B 96a)      | Danziger Straße (B 96a)     | 42,1 m | 087 m    | 190–191     | 046–47                |
| Chodowieckistraße            |                             | 41,6 m | 017 m    | 192/193     |                       |
|                              | Dietrich-Bonhoeffer-Straße  | 41,1 m | 053 m    |             | 043–45                |
| Jablonskistraße              |                             | 41,1 m | 077 m    | 194–196     |                       |
| Christburger Straße (41,7 m) | Pasteurstraße (41 m)        |        | 192 m    | 197–204     | 033–41/42             |
| Marienburger Straße          | Hufelandstraße              | 41,2 m | 141 m    | 205–215     | 027–32                |
|                              | Käthe-Niederkirchner-Straße | 40,8 m | 086 m    |             | 001–26                |
| Immanuelkirchstraße          |                             | 41,1 m | 227 m    | 216–226     |                       |
| Heinrich-Roller-Straße       |                             | 40,8 m | 206 m    | 227–229     |                       |
| Prenzlauer Berg              | Am Friedrichshain           | 40,8 m |          |             |                       |

Die Grundstücksverteilung Greifswalder Straße nach Planungsraum und Postleitzahl sieht folgendermaßen aus:
- 001–47: Planungsraum 03 07 16 39 – Bötzowstraße, PLZ 10405
- 048–80l: Planungsraum 03 06 14 34 – Anton-Saefkow-Park, PLZ 10405
- 081–84: Planungsraum 03 06 14 29 – Greifswalder Straße, PLZ 10405
- 086–122: Planungsraum 03 06 14 29 – Greifswalder Straße, PLZ 10409
- 126–168: Planungsraum 03 06 12 28 – Erich-Weinert-Straße, PLZ 10409
- 190-228a: Planungsraum 03 07 16 38 – Winsstraße, PLZ 10405
- 229: Planungsraum 03 07 16 38 – Winsstraße, PLZ 10405

## Straßennamen
Nach dem Ausbau hieß der Verkehrsweg bis 1859 Chaussee nach Weißensee und mit dem Ausbau Vor dem Neuen Thore. Das Polizeipräsidium schlug 1868 die Benennung Pommern-Straße und der Magistrat Stargardter oder Greifswalder Straße vor. Durch Allerhöchste Cabinetts-Ordre vom 22. September 1868 wurde Greifswalder Straße genehmigt.

## Geschichte

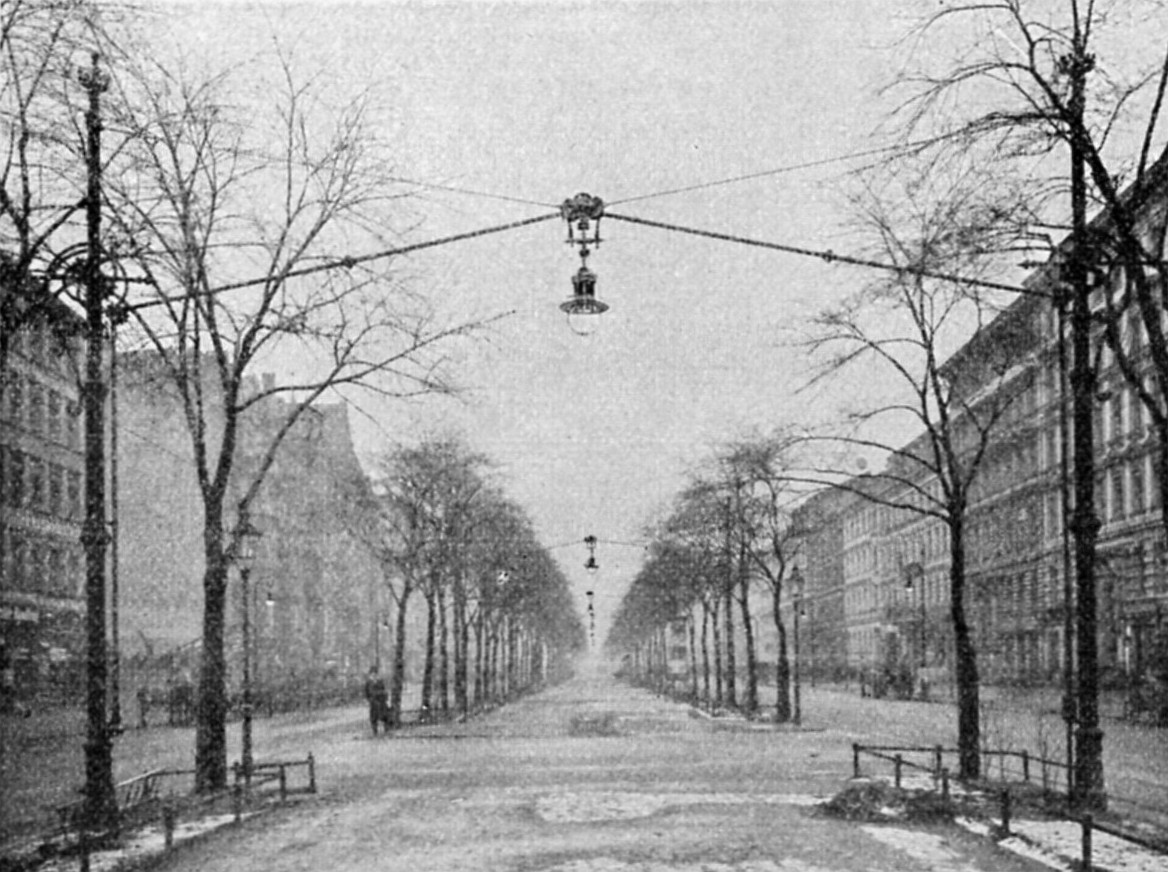
Greifswalder Straße, um 1913

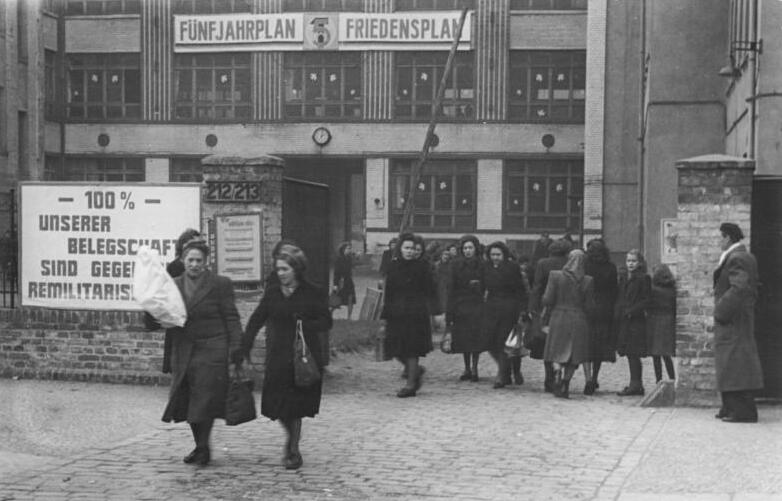
Feierabend im Werk Fortschritt II in der Greifswalder Straße 212/213, 1950

Die Straße folgt einer eiszeitlichen Rinne und ist seit Alters her bekannt. Sie wurde bereits im Mittelalter als Fernhandelsweg genutzt. Da sie im weiteren Verlauf die märkische Kleinstadt Bernau passierte, war sie zunächst als Bernauische Landstraße (vor dem Bernauischen Thore) bekannt. Im Verzeichnis der Heer- und Handelsstraßen des Jahres 1700 ist sie als Haupt- und Poststraße nach Berlin und Stettin aufgeführt, beidseitig wurden Straßenbäume gepflanzt. Auf der Karte von 1750 beginnt die Greifswalder (Bernauer Straße) nördlich der Akzisemauer am Bernauer Tor und verlängert die Innenstadtstraße (hier: Rathausstraße), die vor dem Tor endet (Communication). Auf der Karte um 1800 ist innerhalb der Stadt an der Westseite das Einnehmerhaus und östlich die Torwache verzeichnet. Die Straße vor dem Tor ist unbebaut.
Ab 1800 wurde die Straße (Vor dem Königsthor) befestigt und zu einer Chaussee ausgebaut. Später wurde sie in Chaussee nach Weißensee (1803) und 1850 Vor dem Königs-Thore umbenannt (das als Tor der Akzisemauer am Ende des Straßenzugs Königstraße – Neue Königstraße lag). Um 1840 gab es sieben Mühlen vor dem Königstor. Um 1850 stehen außerhalb des Königsthors die ersten Bauten und an der Westseite der 1814 eingeweihte Georgenkirchhof. Eine Mühle befindet sich gegenüber der heutigen Käthe-Niederkirchner-Straße, an der Ostseite liegt ein Gewerbegebiet (nordöstlich der heutigen Pasteurstraße). 300 Meter südlich der Ringbahn liegt ein Teich an der östlichen Straßenseite und die Gebäude des Güterbahnhofs sind vorhanden. Vor Weißenseer Flur steht das Steuerhaus. Als 1862 viele Grundstücke der ehemaligen Berliner Hufen separiert wurden, musste die Nummerierung erweitert werden, bevor die Straße am 12. Oktober 1868 ihren heutigen Namen erhielt. Die 77 Grundstück sind 39 noch unbebaut, dabei gehören Bötzow Nr. 17–28. 41 Grundstück sind bebaut, 20 Eigentümer wohnen nicht auf ihrem Grundstück. Acht Häuser gehören Erben oder Rentiers, acht Gast-/ Schankwirte und sieben Händler, sowie drei Mühlenmeister sind unter den Eigentümern. Dem Gutsbesitzer Bötzow gehören 14 Grundstücke, wovon 12 noch unbebaut sind und auch zwei Fabrikbesitzer (wobei Neumann drei Grundstücke gehören). Unter den 284 Mietern und Bewohner fällt die hohe Anzahl von über 50 Webern auf, und über 20 Mieter der weiteren Textilbranche. Über 40 Bewohner sind als Kaufmann und Händler vermerkt, es gibt Handwerker, Beamte und Sekretäre, aber auch Gelehrte und Lehrer. Die Greifswalder Straße verlief zunächst vom Königstor bis zum Communikationsweg (der heutigen Danziger Straße). 1892 wurde sie zur Ostseestraße verlängert, woraus eine erneute Erweiterung der Nummerierung folgte. 1900 war die Bebauung im südlichen Bereich (Westseite, Winsviertel) abgeschlossen und es folgte die östliche Straßenseite (Bötzowviertel), die Schulen standen. Südlich der Ringbahn stand das Gaswerk, das Mühlengelände an der Westseite, die Umgebung des Bahnhofs Weißensee und mehrere Gebiete an der östlichen Straßenseite insbesondere nördlich der Ringbahn wurden gewerblich genutzt. Nach 1900 kamen nördlich der Ringbahn weitere Mietskasernen hinzu, weshalb die hufeisenförmige Nummerierung 1900 letztmals angepasst wurde. Die Grundstücke 1–32 liegen zwischen Friedenstraße und Straße 2/XII, 33–41/42 folgen bis Straße 4/XII, gefolgt von 43–53 an der Elbinger Straße. Grundstück 80 liegt an der Ringbahn, 80a gehört mit dem Bahnhof „Weißensee“ dem Eisenbahn-Fiskus. Die Grundstücke der Ostseite sind bis 125 an der Grenze von Neu-Weißensee nummeriert. An der Westseite beginnt die Zählung mit 126–131, dem Garten von Kaufmann Ide, dem auch die Häuser auf den Grundstücken 132–137 gehören. Das Mietshaus 160 steht an der Ringbahn, der Güterbahnhof der Ringbahn hat die Adresse 161, die Städtische Gasanstalt steht auf 165, die Grundstücke 166–185 gehören zur Danziger Straße 61, südlich der Danziger Straße geht die Zählung mit 186 weiter, zwischen 196 und 197 mündet die Christburger Straße, zwischen 204 und 205 die Marienburger Straße, zwischen 215 und 216 die Immanuelkirchstraße und letztlich zwischen 226 und 227 die Heinersdorfer Straße. Die Zählung endet mit 229–234 am Georgenkirchhof und der Friedenstraße. Im Jahr 1905 sind im Adressbuch für die Grundstücke der Ostseite 45 Wohn- meist Mietshäuser (ein Kohlemplatz, fünf Häuser auf Doppelgrundstück) ausgewiesen, vorrangig ab Elbinger Straße bis Neu-Weißensee sind meist im Eigentum der Bötzowschen Erben: Lager-, Stätte- und Zimmerplätze genannt, dazu Abbruch- und Fuhrherren. Vier Grundstücke als Baustelle. Auf der westlichen Straßenseite gehören 1905 die Grundstücke ab Neu-Weißensee dem königlichen Hoflieferanten Ide, auf 140/141 folgt ein Gewerbegrundstück mit 16 Unternehmungen einschließlich des Hauses 138/139 von Rentier G. Emanuel. 142–153 ist Baustelle der Baugesellschaft Bellevue und bis zur Ringbahn folgen Fabriken, Baustelle und Lagerplatz, 160 ist das Mietshaus. Zwischen Ringbahn und Danziger Straße befinden sich der Güterbahnhof, die Gasanstalt und ein Städtischer Lagerplatz. Nach Süden folgen eine Baumaterialhandlung (Gilka-Bötzowsche Erben 186/187), Zimmer- und Holzplätze der Terraingesellschaft, 33 Mietshäuser. Den Abschluss bildet das Mietshaus 228a am Georgenkirchhof (229–234) an der Friedenstraße (westlich vom Platz am Königstor wurde sie in „Prenzlauer Berg“ umbenannt).

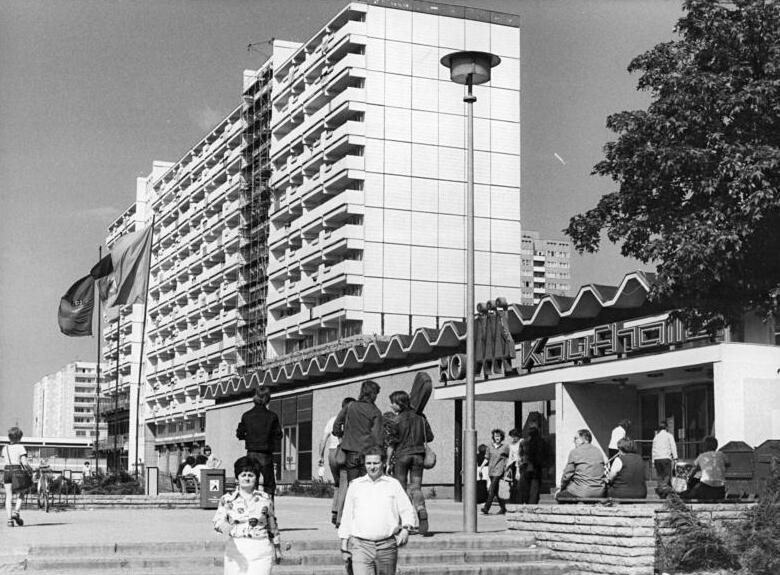
Neubauten am Mühlenviertel

Die aktuelle Grundstücksnummerierung der 2010er Jahre stimmt mit dieser Abfolge weitgehend (bis auf Zusammenfassungen und Ausfällen) überein. Beginnend an der Kreuzung Prenzlauer Berg/Am Friedrichshain liegen die Hausnummern 1–125 auf der östlichen Seite und die Nummern 229–126 auf der Westseite. Für die Straßenbezeichnungen bis 1945/1950 informativ das Adressbuch von 1940.
- Ostseite: Friedenstraße← 1-26/27 →Lippehner Straße← 28–32 →Hufelandstraße← 33–41/42 →Pasteurstraße← 43–45 →Woldenberger Straße← 46–47 →Elbinger Straße← 48–49 →Rastenburger Straße← 50–51 →Kurische Straße← 52–62 →Gumbinner Straße← 63–80 (Baustellen); 80a (Deutsche Reichsbahn) →Ringbahn← Bhf. Weißensee; 80b (Baustelle); 81–84 (Einheitspreis Akt.Ges.) →Storkower Straße← 86/87–97/100 →Meubrinkstraße← 101/102–110/111 →Projektierte Straße← 112/113–115 →Altenescher Weg← 116–124 →Gemarkung Weißensee
- Westseite: Gemarkung Weißensee← 126–127 (existiert nicht); 128–131 (Baustelle); 132–135 (Arbeitsbaugenossenschaft Paradies, Bohnsdorf); 136/137 (Fabrikant Friesel); 138/139–140/141 (Jüdische Gemeinde) →Ostseestraße← 142–146 (existiert nicht); 147–151 →Zeebrüggestraße← 152–154; 155/156 (Wochenmarkt) →Carmen-Sylva-Straße← 157–165 →Naugarder Straße← 166 →Grellstraße← 167–168 →Ringbahn← 169–176 (Berliner Städtische Gaswerke); 177–189 (zu Danziger Straße 61) →Danziger Straße← 190–191 →Chodowieckistraße← 192–193 →Jablonskistraße← 194–196 →Christburger Straße← 197–204 →Marienburger Straße← 205–215 →Immanuelkirchstraße← 216–226 →Heinrich-Roller-Straße← 227–2285a; 229–234 (Georgenkirchhof) →Prenzlauer Berg

## Bauwerke und Anlagen (Auswahl)
Die Denkmalliste des Senats für Stadtentwicklung weist für die Greifswalder Straße neun Baudenkmale aus. Direkt hinter dem Königstor links dehnt sich das Gelände des 1814 angelegten Friedhofs der St.-Georgen-Gemeinde mit seinen alten Grabstätten aus.

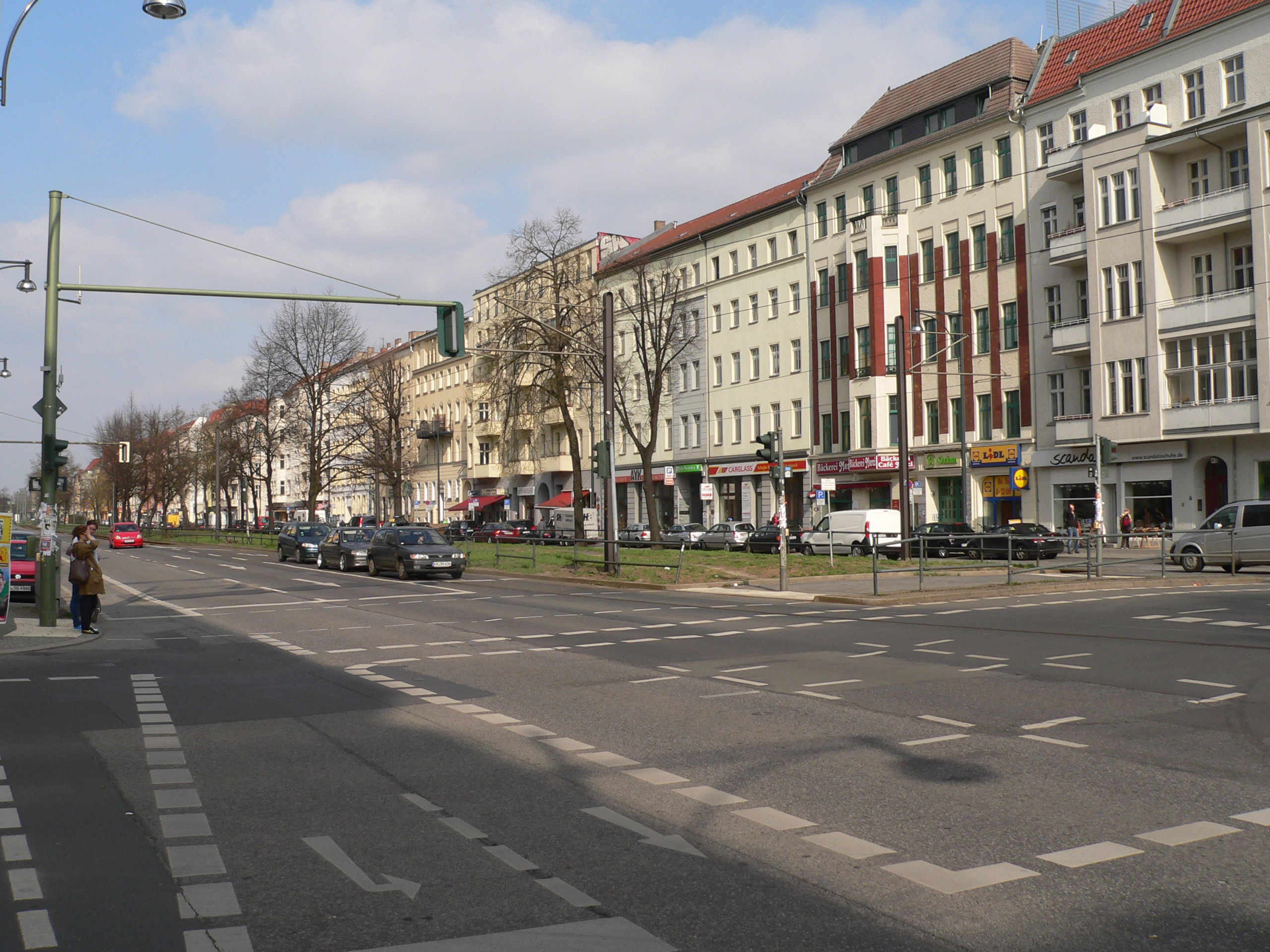
Greifswalder Straße (Höhe Marienburger / Hufelandstraße)

Stadtauswärts rechts (Hausnummer 4) befindet sich das Haus der Demokratie und Menschenrechte, dem links der (eingestellte) Knaack-Klub (Hausnummer 224) schräg gegenüberlag. Etwas weiter auf der rechten Seite stadtauswärts (Hausnummer 25) steht die 1914 gebaute Gemeindeschule nach Plänen des Stadtbaurates Ludwig Hoffmann. Sie diente im 20. Jahrhundert verschiedenen Lehranstalten wie dem Heinrich-Schliemann-Gymnasium. Seit einigen Jahren gehört es zur Kurt-Schwitters-Schule. Gegenüber entstanden auf dem Doppelgrundstück 212/213 zwischen 1914 und 1927 die Gebäude der ehemaligen Zigarettenfabrik Problem. In dem 1985 für den VEB Treffmodelle (später: VEB Modische Herrenanzüge) errichteten Vorderhaus (Hausnummer 5) residierte bis 2010 der Magnet-Club. Einen Straßenblock weiter links finden sich die ältesten erhaltenen Gebäude an der Greifswalder Straße (Hausnummern 15/19 und 200) von 1860. Hinter dieser Häusergruppe (Durchgang von Hausnummer 18) befindet sich das katholische St. Katharinenstift, zwischen 1892 und 1902 nach Plänen von August Menken errichtet. Auf dem Gelände des Ernst-Thälmann-Parks waren um 1871 die Gebäude der städtischen Gasanstalt mit ihren erst 1985 gesprengten runden gemauerten Gasometern entstanden. Gegenüber auf der rechten Seite entstand Mitte der 1930er Jahre die Grüne Stadt, eine Wohnsiedlung mit Kleinwohnungen für kleine und mittlere Beamte. Unmittelbar hinter dem S-Bahnhof Greifswalder Straße befindet sich die 1993 gegründete Schaubude, Spielstätte des Berliner Puppentheaters und Experimentiertheater in den bis 1971 genutzten Räumen des Kinos Atlas. Links gegenüber befinden sich die sanierten Siedlungsbauten von Bruno Taut, die sich an der Grellstraße und Wichertstraße bis zur Prenzlauer Allee hinziehen. Weitere 1920er Bauten stehen links bis zur Ostseestraße, an der rechten Seite folgt die Mühlenbergsiedlung. Vor der Grenze zu Weißensee stehen auf der linken Seite zur Lehderstraße die Wohnhäuser an der Cohnstraße und nach rechts gesehen zur Gürtelstraße die zwei QP-Plattenbauten.
Auf der Denkmalliste entlang der Greifswalder Straße befinden sich:
- Ensemble Storkower Straße & Wohnanlage und Geschäftshaus R. Karstadt A.G.[50]
  - Geschäftshaus R. Karstadt A.G. und Wohnanlage[51]
- Ensemble Wohnanlage Fedler & Craffert und Schule[52]
  - Wohnanlage Fedler & Craffert[53]
- Stützpunkt und Abspannwerk der Bewag[54]
- Mietshäuser

Greifswalder Straße 9, Gewerbebau; Greifswalder Straße 13; Greifswalder Straße 14; Mietshaus, Greifswalder Straße 15; Greifswalder Straße 16; Greifswalder Straße 17; Greifswalder Straße 18; Greifswalder Straße 19; Greifswalder Straße 20; Remise, Stall, Greifswalder Straße 21; Mietshaus, Greifswalder Straße 22; Greifswalder Straße 200; Greifswalder Straße 207; Fabrik, Greifswalder Straße 208; Greifswalder Straße 216 / Immanuelkirchstraße 17; Greifswalder Straße 217; Greifswalder Straße 219
- Friedhof I der Georgen-Parochialgemeinde[72]
- Gustmannscher Bierkeller[73]
- St. Katharinenstift[74]
- Königstädtisches Lyzeum[75]
- Siedlung Ernst-Thälmann-Park[76]
- Siedlungsgrün der Wohnanlage Grellstraße[77]
- Wohnanlage Olga-Benario-Prestes-Straße (Gesamtanlage)[78]

## Verkehr

### Öffentlicher Personennahverkehr

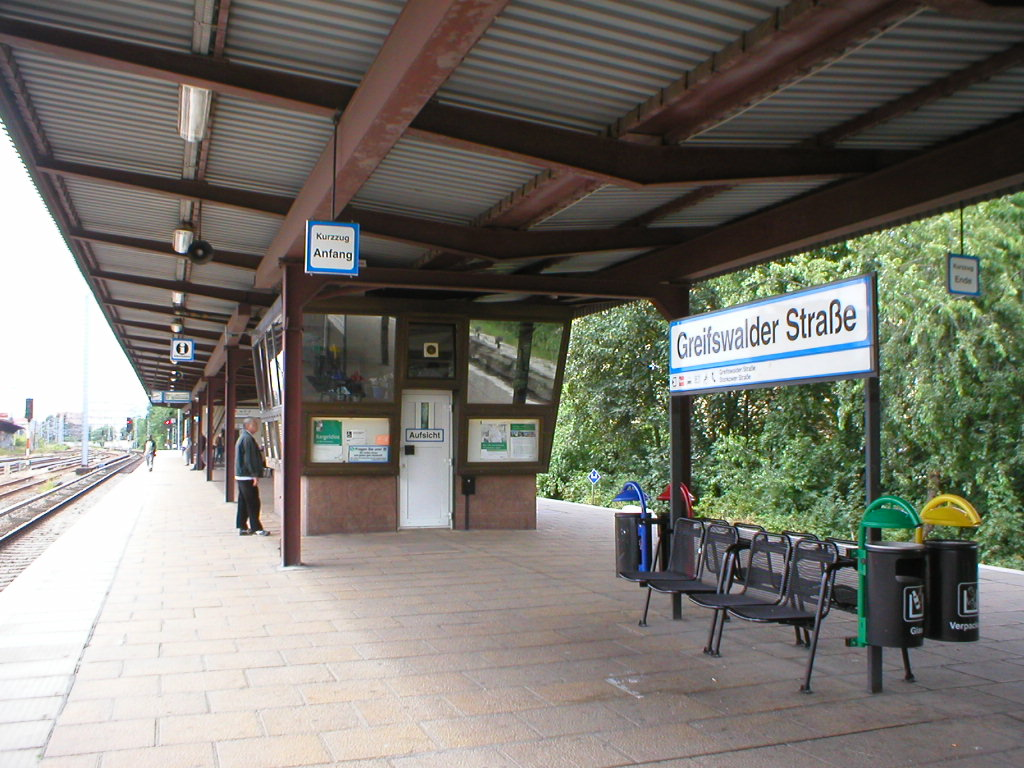
Bahnsteig des S-Bahnhofs

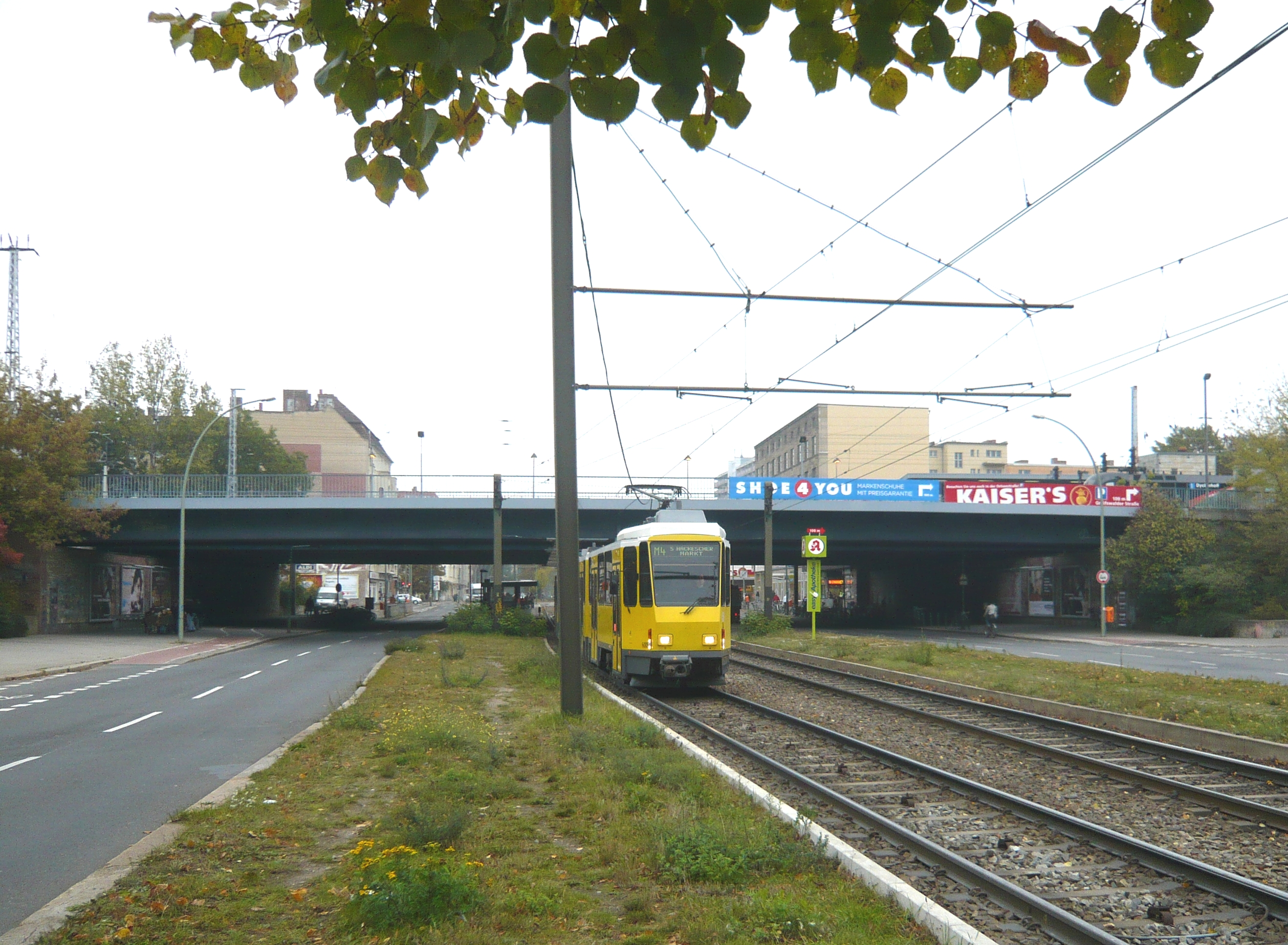
Straßen- und S-Bahn (Blick durch die Ringbahnbrücke)

Die Straße wird in ihrem gesamten Verlauf von der Straßenbahnlinie M4 befahren. Die Strecke ist die am meisten genutzte im gesamten Berliner Straßenbahnnetz, sie wird tagsüber im 5-Minuten-Takt befahren, im Berufsverkehr sogar im 3/3/4-Minuten-Takt und dies teilweise mit Fahrzeugen, die bis zu 300 Personen transportieren können. Die Linie M4 wird von der Linie M10 im Zuge der Danziger Straße gekreuzt.
Bereits in den 1930er Jahren war vorgesehen, unter der Greifswalder Straße eine U-Bahn-Linie nach Weißensee zu errichten. Dafür wurden beim Bau der heutigen U-Bahn-Linie U5 auf den Bahnsteigen des U-Bahnhofs Alexanderplatz die äußeren Gleise angelegt. Die Linie erhielt den Planungsnamen Linie F. Geldmangel verhinderte bislang die Umsetzung und zwischenzeitlich haben sich die Planungsstrukturen geändert.
Etwa in der Mitte des Straßenlaufs befindet sich der S-Bahnhof Greifswalder Straße, hier verkehren die Ringbahnlinien S41 und S42 sowie die S-Bahn-Linien S8 und S85. Der Bahnhof hieß in der Anbindung der Ausfallstraße zunächst Weißensee und wurde 1949 in Bahnhof Greifswalder Straße umbenannt. Mit dem Bauvorhaben Thälmannpark erhielt der Bahnhof nach 1980 eine Zugangshalle, die mit einem Fußgängertunnel an die doppelseitige Straßenbahnhaltestelle angebunden wurde. Mit dem Abschluss der Neugestaltung der Gaswerkfläche an der Westseite der Straße zwischen Ringbahn und Danziger Straße mit Park, Wohnsiedlung und S-Bahn-Anschluss (Zugangsgebäude) erhielt der Bahnhof den Namen Ernst-Thälmann-Park. Nach der deutschen Wiedervereinigung wurde der Bahnhof am 23. Mai 1993 in ‚Greifswalder Straße‘ zurückbenannt.

### Individualverkehr, Fußgänger
Die Schutzstreifen für den Radverkehr wurden im Jahr 2019 auf einer Länge von rund 2100 Metern im Auftrag der Senatsverwaltung für Umwelt, Verkehr und Klimaschutz und durch das landeseigene Unternehmen Infravelo als Bauherr und Projektsteuerer großflächig mit grüner Farbe gekennzeichnet.

## Sonstiges
- Mit dem Theaterstück Auf der Greifswalder Straße von Roland Schimmelpfennig, das 2006 im Deutschen Theater seine Uraufführung hatte,[80] wird das Leben in der Straße in den 2010er Jahren künstlerisch verarbeitet.
- Die Greifswalder Straße erhält im Zuge des Straßenumbaus zwischen Moll- und Danziger Straße seit 2006 Schutzstreifen für den Radverkehr, Pkw-Parkstreifen und eine neue Straßenbeleuchtung.
- Eine knapp 1,3 Kilometer lange Straße gleichen Namens befindet sich in einem ruhigen Wohngebiet im Ortsteil Mahlsdorf am östlichen Stadtrand Berlins.